# Kamut (Hungría)
Kamut es un pueblo ubicado en el distrito de Békés, en el condado de Békés, Hungría.

## Superficie
Posee una superficie de 60,48 kilómetros cuadrados.

## Demografía
Hasta 2019 la población era de 1025 habitantes, con una densidad de población de 16,95 habitantes por kilómetro cuadrado.